# Технічний музей (Загреб)
Загребський технічний музей "Нікола Тесла" (хорв. Tehnički muzej "Nikola Tesla" u Zagrebu) — міський музей технологій у столиці Хорватії Загребі, що експонує велику кількість зразків досягнень людської думки й винахідливості у галузі технологій, зокрема численні історичні літаки, автомобілі, машини та устаткування. Заклад є не лише пізнавальною виставкою, а й сучасним науково-дослідним центром.

## Загальна інформація
Технічний музей Загреба розташований у великому пристосованому приміщенні сучасної архітектури за адресою:
вул. Савський шлях / Savska cesta, буд. 18, м. Загреб—10000 (Хорватія).
Загальна площа музею — 44 000 м², з них 14 000 м² під дахом.
Музей має багато відділів:
- планетарій[3], яким керує відомий хорватський астроном Анте Радоніч[en];
- апіаріум, тобто пасіка[3];
- «Шахта» — модель гірничовидобувної шахти завдовжки 300м[3];
- кабінет Ніколи Тесли[3] та інші.

Директор музею — Давор Фуланович (Davor Fulanović). У музеї працюють 34 особи.
Музей організовує освітні, навчальні, інформаційні та періодичні виставки, лекції та дискусії з науково-популярних тем, а також ігрові кімнати і творчі майстерні.

## Про музей: концепція, історія, експозиція

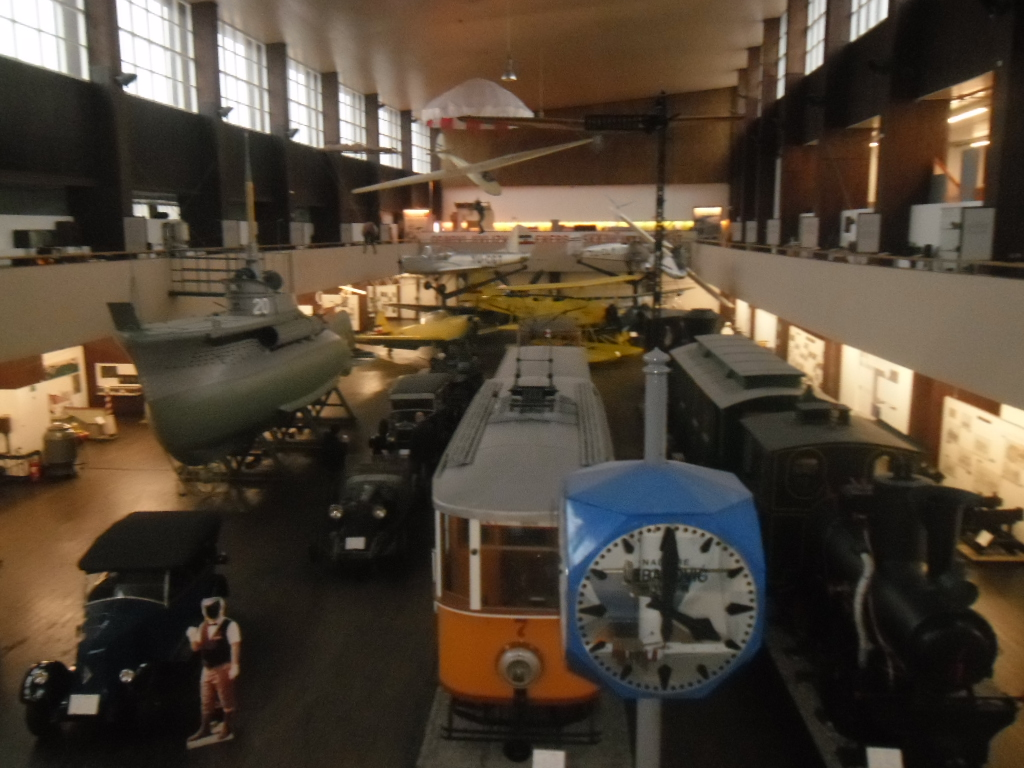
Технічний музей

Концепція технічного музею в Загребі не розходиться із загальносвітовою, тобто це музейний комплекс науки і техніки широкого профілю, на відміну від спеціалізованих технічних музеїв, які покривають якусь конкретну галузь техніки.
Ідея створення у Хорватії подібного музею сягає кінця XIX століття, коли у Загребі існував Торговельно-ремісний музей (хорв. Trgovačko-obrtnički muzej), але справжня історія Загребського технічного музею почалася 21 грудня 1954 року, коли було прийняте рішення про його створення.
Ідейним творцем музею був університетський професор, д. т. н. Божо Тежак (Božo Težak), згодом тривалий час президент Ради музею, а реалізатором і першим директором закладу був Предраг Грденич (Predrag Grdenić).
1959-й є важливим роком для музею, тому що тоді заклад дістав своє нинішнє місце розташування за адресою вул. Савська, 18.
Перші відділи Технічного музею — Перетворення енергії, транспорту та гірництва були відкриті для широкої публіки у 1963 році. Потім, почали роботу відділи видобування нафти (1964) та космонавтики з планетарієм (1965), демонстраційний кабінет Ніколи Тесли (1976), експозиція «Основи сільського господарства» (1981) і відділ протипожежної безпеки (1992).
Постійна експозиція музею в останні роки збагатилась й іншим змістом — наприклад, скульптурною алеєю портретів визначник хорватських учених у галузі технологій (1993). Відділи, присвячені сільському господарству та гірничодобувній промисловості й геології з нафтою були розширені у 1994 році, зокрема в першому була додана наукова пасіка (апіаріум), а відділ перетворення енергії поповнився колекцією пристроїв вироблення теплової енергії (1999). У 2006 році був повністю поновлений демонстраційний зал Ніколи Тесли.

## Виноски
1. ↑  Контакти музею на Вебсторінка музею (хор.)
2. ↑  Tehnički muzej. Офіційна вебсторінка (хорв.) . Technical Museum, Zagreb, Croatia. Архів оригіналу за 31-10-2012. Процитовано 26-06-2011.
3. 1 2 3 4  
Tehnical Museum. Zagreb Tourist Board. Архів оригіналу за 31-10-2012. Процитовано 26-06-2011.(англ.)